# Список персонажей телесериала «Грань»

Основной состав (слева направо): стоят — Лэнс Реддик (Филлип Бройлз), Джошуа Джексон (Питер Бишоп), Анна Торв (Оливия Данэм), Джесика Николь (Астрид Фарнсуорт); сидят — Блэр Браун (Нина Шарп), Джон Ноубл (Уолтер Бишоп).

«Грань», или «За гранью» (англ. Fringe) — американский научно-фантастический телесериал, созданный Дж. Дж. Абрамсом, Алексом Куртцманом и Роберто Орси, транслировался на телеканале Fox c 9 сентября 2008 года по 18 января 2013 года.
В основе сюжета лежит деятельность секретного межведомственного подразделения «Грань», занимающегося расследованием загадочных преступлений, за гранью человеческого понимания. В эпицентре событий агент ФБР Оливия Данэм, сумасшедший учёный Уолтер Бишоп и его сын Питер. Возглавляет подразделение «Грань» полковник Филлип Бройлз. Расследования раз за разом приводят агентов Данэм и её напарника Чарли Фрэнсиса в многомиллионную корпорацию «Мэссив Дайнэмик», чей владелец Уильям Белл когда-то был соратником Уолтера Бишопа. Сейчас во главе компании стоит Нина Шарп: она предоставляет агентам необходимую помощь в их расследованиях, но никогда не бывает до конца честна с ними. В лаборатории Уолтеру Бишопу помогает младший агент Астрид Фарнсуорт. 
Начиная со второго сезона, в сюжет вводится параллельная вселенная — «прямо как наша, но немного другая», в которой обитают другие версии почти всех уже знакомых героев. Большинство актёров основного состава исполняют разные версии одного и того же персонажа в параллельных вселенных. Для разграничения сюжетных особенностей и черт характера героев персонажи разделены по вселенным их происхождения. Курсивом выделены события и изменения в биографии персонажей, произошедшие после «переписывания» временной линии в финале 3 сезона.

## Оригинальная вселенная

### Оливия Данэм
Оливия Данэм (сезоны 1-5) — специальный агент Федерального бюро расследований США, член подразделения «Грань». В детстве была частью эксперимента с кортексифаном, в результате чего имеет телекенетические способности, которые не умеет контролировать. Выросла в семье с жестоким отчимом, потеряла мать в 14 лет. Присоединилась к отделу после гибели своего напарника и возлюбленного Джона Скотта, привела в отдел Уолтера и Питер Бишопов. Умеет перемещаться между вселенными без специального оборудования. Для нее является проблемой довериться людям, привыкла во всем полагаться на себя. Какое-то время после «промывки мозгов» полностью ассоциировала себя со своим двойником из параллельной вселенной, затем в ее теле обитал Уильям Белл.
В измененной временной линии. После смерти матери Оливию воспитывала Нина Шарп. Под воздействием кортексифана воспринимает воспоминания из изначальной временной линии. Была убита Уолтером Бишопом, чтобы остановить разрушение вселенных, воскрешена благодаря способности к регенерации в качестве последствий приёма кортексифана.
В течение сериала начинает отношения с Питером Бишопом, впоследствии выходит за него замуж и рожает дочь Генриэтту.
Исполнитель роли — Анна Торв.

### Питер Бишоп
Питер Бишоп (сезоны 1-5) — сын ученого Уолтера Бишопа из параллельной вселенной, приемный сын Уолтера Бишопа из изначальной вселенной. Одаренный человек без определённого рода занятий, в течение сериала — гражданский консультант Департамента национальной безопасности США. В 7 лет заболел редким генетическим заболеванием, в результате чего был украден Уолтером Бишопом, нашедшим лекарство. Воспитывался им и его супругой как родной сын. Вылетел из старшей школы, затем из МТИ, когда обнаружился его поддельный диплом. Занимался сомнительными сделками на грани мошенничества, неоднократно задерживался правоохранительными структурами. Изначально отказывался работать с подразделением «Грань», заявляя, что является исключительно «нянькой» для своего отца, впоследствии активно участвовал в расследованиях. После раскрытия своего прошлого на короткое время возвращается в свою вселенную, однако уходит обратно, узнав, что настоящий отец хочет использовать его для разрушения мира. После активации устройства пропадает из временной линии только для того, чтобы вернуться в качестве временного парадокса и вернуть свою жизнь обратно.
В течение сериала развивает отношения с Оливией Данэм, впоследствии женится на ней. У них рождается дочь Генриэтта.
Исполнитель — Джошуа Джексон.

### Уолтер Бишоп
Доктор Уолтер Бишоп (сезоны 1-5) — ученый в сфере науки «за гранью», работавший на правительство США до начала 1990-х годов. Эксцентричен, привержен легким наркотикам и ЛСД, что позволяло ему расширять ареалы своих научных изысканий. В период своей работы он открыл параллельную вселенную, откуда забрал двойника своего сына, чтобы излечить его от смертельной болезни. Создал препарат кортексифан, который испытывал на детях с целью увеличения потенциала головного мозга. В 1991 году был заключён в психиатрическую лечебницу после обвинения в гибели своей ассистентки. В 2008 году был выписан под поручительство своего сына, после чего работал в научной секции подразделения «Грань». В определённой мере ответственен за разрушение вселенных, которое стало происходить после его перехода. После 2026 года создал «Вакуум» (устройство судного дня), способный уничтожить одну из вселенных или объединить их, а также вложил в него способность перенести разум Питера в будущее, чтобы избежать последствий. Таким образом стёр своего сына из времени.
В изменённой временной линии. Уолтер Бишоп стал более закрытым и нелюдимым после гибели всей своей семьи, включая Питера из параллельной вселенной. Был выписан из клиники под опеку Оливии Данэм. Долго отказывался принимать появившегося в результате временного парадокса Питера, веря, что он лишит его искупления, которого он просил у Бога за всё, что он совершил. Впоследствии разработал план по предотвращению вторжения наблюдателей.
Исполнитель роли — Джон Ноубл.

### Астрид Фарнсуорт
Астрид Фарнсуорт (сезоны 1-5) — младший агент ФБР, прикреплённый к Оливии Данэм. Получила высшее образование в качестве лингвиста, говорит на латыни. Второе направление — компьютерные технологии. Опытный криптограф. Основную подготовку получила в академии Куантико. Мать Астрид умерла от рака, когда она была маленькой.
В течение сериала помимо административной работы для Оливии Данэм исполняла обязанности лаборантки Уолтера Бишопа, который не мог запомнить её имя и регулярно называл её производными и сходными по произношению именами — Астро, Астерикс, Аспирин, Эстер, один раз Клэр и др.
В изменённой временной линии. Астрид — оперативный агент, выезжает на места преступлений и осматривает их вместо Уолтера, который следит за всем через видео камеру и руководит её действиями через микрофон. В 2015 году была заморожена в янтаре вместе с Уолтером Бишопом, Питером Бишопом и Уильямом Беллом. После «разморозки» в 2036 году помогает Уолтеру отыскивать кассеты, на которых записан план по предотвращению нападения Наблюдателей, а также занимается подготовительной работой для операций группы с помощью современных технологий.
Исполнитель роли — Джесика Николь.

### Нина Шарп
Нина Шарп (регулярно — сезоны 1-4, эпизодически — сезон 5) — исполнительный директор компании «Мэссив Дайнэмик», действующая в качестве её руководителя в отсутствие Уильяма Белла. Училась в Гарварде вместе в Уолтером Бишопом и Уильямом Беллом. С последним связывали долгие и не всегда простые романтические отношения. В 1985 году потеряла руку, пытаясь остановить Уолтера Бишопа от перехода в другую вселенную, в результате чего носит электронный протез, разработанный Уильямом Беллом. Нина входит в межведомственный совет по контролю за расследованием событий «Образца». Часто снабжает подразделение «Грань» технологиями, необходимыми для расследования преступлений, однако не раскрывает секретов корпорации. Когда Уолтер Бишоп стал владельцем «Мэссив Дайнэмик» по завещанию Уильяма Белла, Нина Шарп продолжила руководить деятельностью компании. Непосредственно курировала установку «устройства судного дня».
В изменённой временной линии. После смерти матери девочек удочерила Оливию и Рейчел Данэм, в результате чего имеет близкие отношения с Оливией, в отличие от изначальной временной линии, где последняя относится к ней с подозрением.
В 2036 году Нина руководит Министерством науки США и, судя по внешним проявлением, сотрудничает с Наблюдателями. Однако на самом деле она снабжает оборудованием сопротивлением, а затем и команду «Грань». Убивает себя, чтобы Наблюдатели не могли считать информацию из её разума.
Исполнитель роли — Блэр Браун.

### Филлип Бройлз
Филлип Бройлз (регулярно — сезоны 1-4, эпизодически — сезон 5) — специальный агент Министерства внутренней безопасности США, полковник, впоследствии генерал Армии США, руководитель межведомственного подразделения «Грань», которое было учреждено для расследования необъяснимых и паранормальных событий в условиях повышенной секретности. Привлекает в подразделение Оливию Данэм, несмотря на то, что сначала не доверяет ей и относится с презрением за то, что она была прокурором в деле его друга Сэнфорда Харриса. В делах, связанных с расследованием «Образца», проявляет гибкость и способность оценивать ситуацию не только с точки зрения протокола. Защищает свою команду на всех уровнях власти. Знаком с президентом США. 
Был женат на Диане Бройлз, однако разошёлся с ней из-за излишней вовлеченности в одно из расследований. В 2026 году является сенатором США.
В изменённой временной линии. В 2036 году Филлип Бройзл возглавляет подразделение «Грань», которое выполняет обязанности правоохранительного органа для «Уроженцев», а также снабжает сопротивление информацией о передвижениях Наблюдателей. Помогает команде «Грань» в осуществлении плана по предотвращению вторжения.
Исполнитель роли — Лэнс Реддик.

### Чарли Фрэнсис
Чарльз «Чарли» Фрэнсис (исполнитель Керк Асеведо, регулярно — сезоны 1-2 — специальный агент ФБР, вышестоящий агент и друг Оливии Данэм. Знал о её отношениях с Джоном Скоттом, однако не довёл до сведения руководства. Присоединяется в качестве оперативного агента к подразделению «Грань», впоследствии становится прямым заместителем Филиппа Бройлза. Во время одного из расследований был заражён личинками генетически модифицированного животного, которые были убиты в его организме с помощью крови этого животного. Женат на Соне Фрэнсис, планировал завести детей. Был убит «оборотнем» в начале 2 сезона, носившим его личность еще несколько недель. Тело не было обнаружено. «Оборотень» был убит Оливией Данэм.
Исполнитель роли — Керк Асеведо.

### Линкольн Ли
Линкольн Тайрон Ли (регулярно — 4 сезон, гостевое появление — 3 и 5 сезоны) — специальный агент ФБР, работающий в Хартфорде, Коннектикут. Пересекается с подразделением «Грань» во время работы по делу Даны Грэй, предположительно бессмертной. Агент Ли расследовал оригинальное дело и поставил появления Даны Грэй на контроль, что и привело его в Бостон, где делом занималось подразделение «Грань». После окончания дела вернулся в Хартфорд.
В изменённой временной линии. В Хартфорде напарника Линкольна Ли, Роберта Данцига, убивает «оборотень» второго поколения, что сталкивает его с подразделением «Грань». Пытаясь понять, что это за отдел и кто виновен в гибели его друга, агент Ли настаивает на своём участии в расследовании, впоследствии присоединяется к отделу и переезжает в Бостон. Единственный, не знавший близко Питера Бишопа, относится к нему «как к нормальному человеку» после его появления. Помогает Питеру незаконно перебраться на Другую сторону, когда тот пытается заручиться помощью Альт-Уолтера Бишопа, одновременно с целью собрать информацию о новом поколении оборотней. Испытывает романтические чувства к Оливии Данэм, но после её восприятия воспоминаний из другой временной линии понимает, что она любит Питера. Берет на себя обязанности координатора работы с альтернативной вселенной, когда начинает чувствовать себя лишним в оригинальной команде «Грань». После закрытия «моста» остается в альтернативной вселенной, чтобы продолжать работу по поиску и устранению оставшихся оборотней, потому что чувствует себя там более нужным, а также чтобы быть ближе к альтернативной Оливии Данэм. В 2036 году женат на ней, имеет взрослого сына, является оперативным агентом подразделения «Грань» на Той Стороне.
Исполнитель роли — Сет Гейбл.

## Альтернативная вселенная

### Оливия Данэм
Оливия Данэм (гостевое появление — 2 и 5 сезоны, регулярно — сезоны 3-4) — агент специального подразделения «Грань» Министерства обороны США, олимпийская чемпионка по стрельбе. Не подвергалась экспериментам с кортексифаном, из-за этого не имеет сверхъественных способностей. Её мать жива. Выдавала себя за Оливию Данэм в изначальной вселенной, чтобы добыть детали для «устройства судного дня». Родила ребенка от Питера Бишопа, чье ДНК использовали для активации машины. Пыталась предотвратить активацию. Долгое время встречалась с Фрэнком Стонтоном, который бросил ее узнав об измене. 
В измененной временной линии. Не имела детей, поскольку не имела отношений с Питером Бишопом, какое-то время продолжала отношения с Фрэнком. Успешно сотрудничала с подразделением «Грань» в изначальной вселенной после открытия «моста». К 2036 году возглавила подразделение «Грань».
Исполнитель роли — Анна Торв.

### Уолтер Бишоп
Уолтер Бишоп (эпизодически — сезоны 2-4) — Министр обороны США, учёный, основатель корпорации «Бишоп Дайнэмик». После истории с похищением его сына открыл войну против Этой Стороны. Разработал «оборотней» первого поколения и технологию янтаря. Руководил установкой «Вакуума», чтобы уничтожить изначальную вселенную, ошибочно полагая, что это излечит его мир.
В изменённой временной линии успешно сотрудничал с подразделением «Грань» из изначальной вселенной после открытия «моста». Был готов помочь Питеру Бишопу вернуться в свой мир, однако признал, что не может этого сделать.
Исполнитель роли — Джон Ноубл.

### Астрид Фарнсуорт
Астрид Фарнсуорт (эпизодически — 2-4 сезоны) — сотрудник подразделения «Грань» Министерства обороны США. Специалист по стастистическому анализу, вычислитель вероятностей. Имеет расстройство аутистического спектра (синдром саванта). Мать агента Фарнсуорт умерла от рака, когда она была маленькой, отец — во время событий 4 сезона, что спровоцировало её на переход в изначальную вселенную, чтобы узнать поближе своего двойника.
Исполнитель роли — Джесика Николь.

### Филлип Бройлз
Полковник Филлип Бройлз (гостевое появление — 2 сезон, регулярно — сезоны 3-4) — руководитель специального подразделения «Грань» Министерства обороны США, подчиняющийся непосредственной Министру обороны Уолтеру Бишопу. Он женат на Диане Бройлз, имеет двоих детей: сына Криса и дочь (имя не упоминается). Сын Филлипа Бройлза был похищен серийным похителем по прозвищу «Кэндимен», после чего стал инвалидом. Оливия Данэм, находясь в параллельной вселенной под видом своего двойника, расследует дело, находит преступника и помогает Крису справится с травмой. Полковник Бройлз принимает решение помочь Оливии Данэм вернуться в свой мир после этого, несмотря на свою приверженность делу, поскольку он верит в возможность мирного разрешений конфликта между вселенными. Погибает, помогая Данэм, его тело отправляют в изначальную вселенную при переходе обратно Лже-Оливии.
В изменённой временной линии. Полковник Бройлз жив, продолжает руководить подразделением «Грань». Однако он сотрудничает Дэвидом Робертом Джонсом, сливая ему информацию о его поисках в обмен на лекарства для своего сына. Сдаётся своему альтер эго из изначальной вселенной, когда больше не может вести двойную игру.
Исполнитель роли — Лэнс Реддик.

### Чарли Фрэнсис
Чарльз «Чарли» Фрэнсис (гостевое появление — 2 сезон, регулярно — 3 сезон) — агент специального подразделения «Грань» Министерства обороны США. Более жёсткая версия своего двойника из изначальной вселенной. Во время одного из расследований был заражён личинками генетически модифицированного животного, которых сдерживает в организме путём регулярных инъекций. Заводит романтические отношения с Моной — «Леди — любительницей жуков».
Исполнитель роли — Керк Асеведо.

### Линкольн Ли

Сет Гейбл в роли капитана Линкольна Ли из параллельной вселенной

Капитан Линкольн Тайрон Ли (гостевое появление — 2 сезон, регулярно — сезоны 3-4) — агент специального подразделения «Грань» Министерства обороны США, стратегический лидер оперативной группы.  Уверен в себе («на грани самоукрепляемого нарцисизма»), напорист, саркастичен. Во время событий, последовавших за переходом Уолтера, Оливии и других подопытных эксперимента с кортексифаном в параллельную вселенную, попадает под взрыв, в результате чего 90% его тела обожжено. Восстанавливается в течение трёх месяцев благодаря лечению нанитами. Какое-то время его кожа носит следы ожогов. Предан работе, нарушает режим лечения, чтобы участвовать в расследованиях. Заботится о своих подчинённых, готов брать на себя ответственность. Влюблён в (Лже-)Оливию Данэм, из-за чего иногда идёт на превышение полномочий, когда дело касается её жизни и здоровья. После гибели Бройлза, о которой подразделению известно не было, принял на себя руководство отделом. Поддерживал (Лже-)Оливию после разрыва с Фрэнком Стонтоном и рождения её ребенка. Узнав о том, что (Лже-)Оливия несколько месяцев была на Этой Стороне, а её двойник заменял её в отделе, начинает сомневаться в правильности курса Министра обороны Бишопа и задаваться вопросом, о чём еще им не говорят, зная, как это может повлиять на работу подразделения.
В изменённой временной линии. Капитан Ли продолжает работать под руководством полковника Бройлза, сотрудничает с подразделением «Грань» в изначальной вселенной. Поддерживает (Лже-)Оливию после разрыва с Фрэнком, однако, в отличие от изначальной временной линии, не признался в своих чувствах к ней. Погибает от снайперской пули во время покушения на «оборотня».
Исполнитель роли — Сет Гейбл.

## Второстепенные персонажи

### Джон Скотт
Джон Скотт (эпизодически – 1 сезон) – специальный агент ФБР, напарник и возлюбленный Оливии Данэм. В пилотном эпизоде в ходе расследования авиакатастрофы рейса 626 из Гамбурга подвергается действию яда, разрушающего кожу. Пока он находится в коме, Уолтер Бишоп соединяет его подсознание с подсознанием Оливии Данэм, что дает возможность опознать устроившего взрыв, который травмировал Скотта. На основании его показаний Уолтер (с поправками Питера) разрабатывает противоядие. Скотт приходит в себя в больнице, убивает подозреваемого, который мог связать его с производством химиката, и пытается скрыться. В результате погони погибает. Ментальная связь с Оливией Данэм не дает ученым проникнуть в его мозг. Оливия видит правдоподобные сны, галлюцинации с участием Джона Скотта, получает от него электронные письма и звонки, которые не фиксируются телефонными станциями, путает свои воспоминания с его. Его сознание помогает раскрыть ей некоторые дела. Скотт рассказывает Оливии, что работал над секретной внепротокольной миссией для Агентства национальной безопасности США по устранению террориста Конрода Моро. Оливия доводит миссию до конца. Во время их последнего ментального контакта Джон дарит ей кольцо, которое собирался подарить в реальности и сделать ей предложение.
В изменённой временной линии. Уолтеру не удалось спасти Джона Скотта, что сильно повлияло на формирование характера Оливии, а также на некоторые дела, которые были раскрыты, благодаря информации из его подсознания.
Исполнитель роли — Марк Вэлли.

### Дэвид Роберт Джонс
Дэвид Роберт Джонс (эпизодически – 1 и 4 сезоны) –  биохимик, бывший работник «Мэссив Дайнэмик», главный антагонист 1 и 4 сезонов. В течение первого сезона лидер террористической организации ZFT («Zerstörung durch Fortschritte der Technologie» — рус. Разрушение через технологический прогресс), ответственной за многие события «Образца», расследуемые подразделением «Грань». В 1 сезоне сбегает из немецкой тюрьмы строго режима, используя телепортационное устройство, созданное и спрятанное по частям Уолтером Бишопом. В результате телепортации его организм начинает разрушаться на молекулярном уровне. Он заставляет Оливию Данэм активировать «кортексифановые способности», заложив биологическую бомбу, которую можно было обезвредить только силой мысли. В финале 1 сезона Джонс открывает портал на озере Рейден, чтобы пройти в параллельную вселенную и встретится там с Уильямом Беллом. Он раскрывает, что все его поступки направлены на то, чтобы доказать Беллу, что он его недооценил. Питер Бишоп закрывает портал во время перехода Джонса, и он погибает, разрубленный надвое.
В изменённой временной линии. Джонс жив (во многом из-за того, что Питера Бишопа не существовало во время его побега из тюрьмы), он успешно перешел в параллельную вселенную несколько лет назад. Он создал второе поколение «оборотней». Его действия направлены на разрушение обоих вселенных с целью создания одной новой, он действует под непосредственным руководством Уильяма Белла. Долгое время контролирует Филлипа Бройзла из параллельной вселенной, поставляя ему лекарства для сына и получая от него информацию о действиях двух подразделений «Грань». Погибает в результате удара током, который дезинтегрирует его молекулы, нестабильные после телепортации.
Дэвид Роберт Джонс — настоящее имя британского певца Дэвида Боуи. В фильме «Человек, который упал на землю» Боуи сыграл персонажа по имени Томас Джером Ньютон; это имя в «Грани» носит руководитель «оборотней» во 2 и 3 сезонах.
Исполнитель роли — Джаред Харрис.

### Сентябрь (Наблюдатель)
Сентябрь, часто Наблюдатель (эпизодически – сезоны 1-5) – пришедший из будущего член разведывательной научной группы, задача которой была собрать информацию о разных временах и эпохах, чтобы подготовить почву и найти наиболее удачное время для вторжения. Как и другие, является «улучшенной версией» человека, не обладает эмоциями, может предугадывать модели поведения, воспринимает время, как единое целое, из-за чего знает, что произойдет. Появляется во время важных моментов истории. В 1985 году случайно помешал Альт-Уолтеру Бишопу создать лекарство для сына. При переходе Уолтера Бишопа в параллельную вселенную спас его и Питера, вытащив из-подо льда на озере Рейден. После этого внимательно следил за жизнью Уолтера и Питера, чтобы исправить последствия своего вторжения во ход событий. В конце 1 сезона он помогает найти Уолтеру устройство, с помощью которого можно закрыть проход в параллельную вселенную. Во 2 сезоне Сентябрь подбрасывает Оливии чертежи «Вакуума», тем самым предупреждая об опасности, которая грозит Питеру. Сентябрь проводит серию экспериментов, целью которых является проверить решимость Уолтера всё же дать умереть Питеру в случае, если от этого будет зависеть судьба всего мира, и они оказываются удачными. Также он раскрывает Уолтеру, как спасение Питера повлияло судьбы других людей во вселенной.
После того, как Питер был стёрт из временной линии, но его следы продолжали проявляться (например, в галлюцинациях Уолтера или снах Оливии), Сентябрь должен был стереть их окончательно. Но он не стал этого делать, дав возможность Питеру вернуться в качестве временного парадокса, в котором он никогда не спасал его из озера Рейден. Был ранен сообщницей Уильяма Белла, после чего появился в лаборатории Уолтера, где Питер соединился с его подсознанием и узнал о том, что он изначально был временным парадоксом. Ведь спасение его из озера в оригинальной временной линии было ничем иным, как попыткой исправить ошибку, в результате которой Альт-Уолтер не открыл лекарство для него. После этого он выбросил Питер из своего сознания, и перед тем, как другие наблюдатели забрали его, внедрил в глаз Питера диск с информацией о местоположении его опорного пункта. Обнаружив это место, Питер вернул Сентября к жизни.
После победы над Уильямом Беллом и предотвращением гибели двух вселенных Сентябрь появлися в лаборатории Уолтера с загадочным сообщением: «Они идут», — таким образом предупреждая его о готовящемся нападении его сородичей. В течение нескольких лет Сентябрь и Уолтер разрабатывали план по предотвращению или «отмене» вторжения. В 2015 году другие наблюдатели захватили Сентября и за многократное вмешательство во временную линию и попытки помешать вторжению лишили его технологии, делавшей его особенным. Сентябрь стал обычным человеком и взял себе имя Дональд (в честь актёра Дональда О’Коннора). На протяжении 20 лет он верил, что команда «Грань» погибла, а сам он привести в исполнение план не мог, поскольку был в сигнальных списках и за ним велось наблюдение. Когда Уолтер, Питер и Оливия нашли его, Дональд предоставил им необходимые части для создания машины времени, которая позволила бы с помощью путешествия в будущее изменить прошлое. Важным элементом плана был Майкл, мальчик-наблюдатель, обладающий сверхинтеллектом и эмпатическими качествами одновременно. Он собирался сам отвести Майкла в 2167 год, чтобы Уолтер мог остаться со своей семьей. Дональд (Сентябрь) был убит лоялистами в 2036 году при попытке войти во временной коридор.
Исполнитель роли — Майкл Серверис.

### Уильям Белл

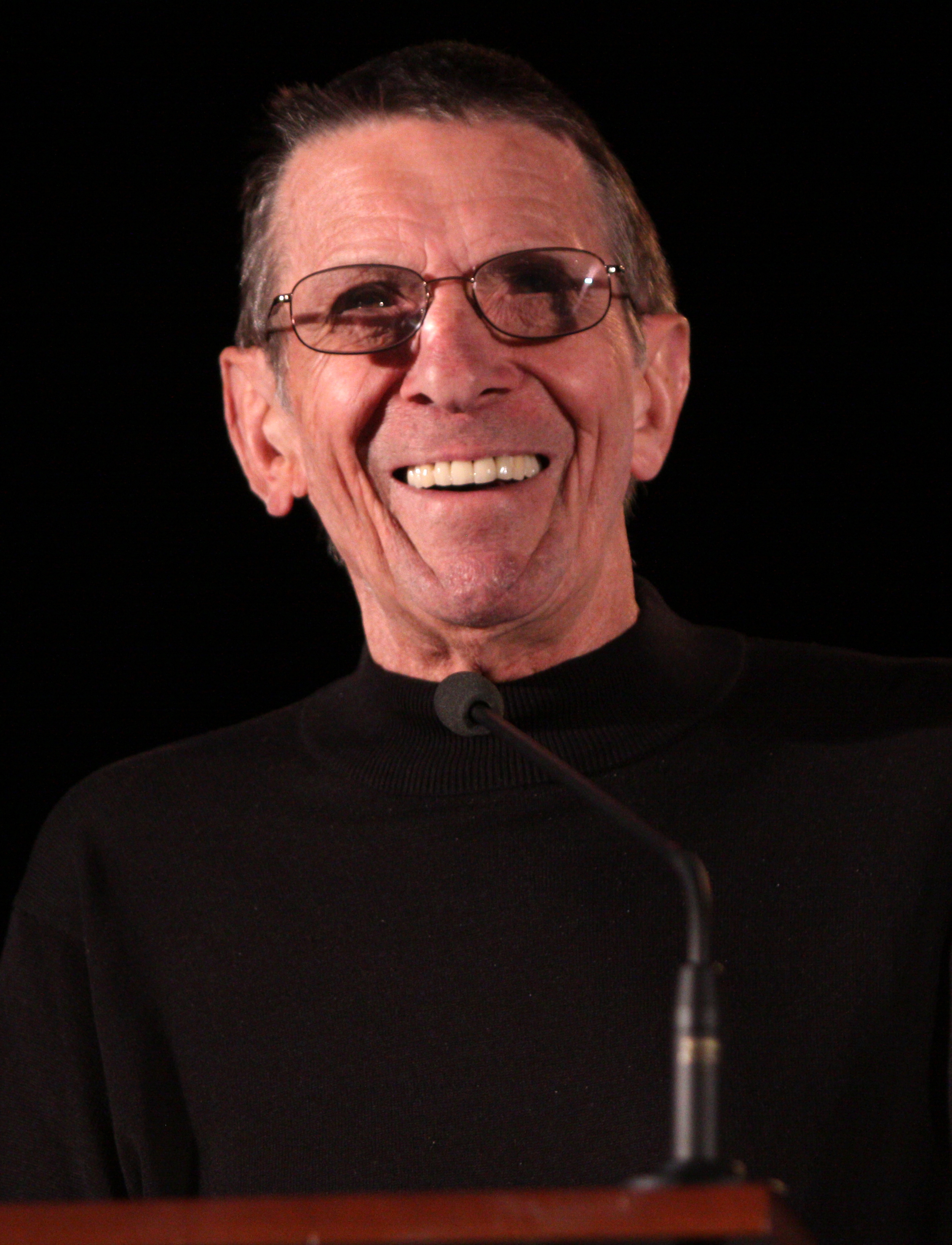
Леонард Нимой играет Уильяма Белла

Уильям Белл (гостевое появление — 1,2, 4 сезоны, озвучка — 3 сезон) — учёный в области науки за гранью, друг и партнёр Уолтера Бишопа, основатель корпорации «Мэссив Дайнэмик». В 1980-х годах вместе с Бишопом проводил эксперименты по испытанию кортексифана. После 1995 года убедил Уолтера изъять частички его мозга, чтобы больше никто не смог перейти в другую вселенную. После этого обнаружил свой способ перемещаться между вселенными. С помощью технологий из параллельной вселенной основал «Мэссив Дайнэмик», что сделало его одним из богатейших людей на планете. В результате перемещений его тело стало нестабильным на молекулярном уровне, и он остался в параллельной вселенной, чтобы избежать гибели, общаясь с Ниной Шарп электронно. Уильям Белл написал манифест ZFT, которым затем воспользовался Дэвид Роберт Джонс, оправдывая акты биологического терроризма.
В конце 1 сезона Белл встречается с Оливией Данэм (сама встреча показана во втором сезоне) и раскрывает ей планы альтернативной вселенной по ведению войны, предупреждает об опасности и объясняет, как найти руководителя оборотней. Когда Оливия, Уолтер и другие участники кортексифанового эксперимента переходят На Ту Сторону, Белл помогает им оставаться незамеченными, снабжает оружием, а в конце помогает вернуться домой, обеспечивая энергией своих атомов работу устройства, с помощью которого они перемещались. Погибает из-за нестабильности атомов. «Мэссив Дайнэмик» по завещанию оставляет Уолтеру Бишопу. Сознание Белла возвращается на короткое время в «донорское тело» Оливии Данэм.
В изменённой временной линии. Уильям Белл имитировал собственную смерть, когда узнал, что умирает от рака. После этого он поддерживал свое здоровье кортексифаном. Участвовал в разработке второго поколения оборотней. Хотел столкнуть две вселенные, уничтожить их и таким образом создать собственную. В качестве источника энергии использовал накаченную кортексифаном Оливию Данэм. Его плану помешал Уолтер Бишоп, застрелив Оливию. После вторжения наблюдателей Белл, изобразив, что хочет помочь команде «Грань» в осуществлении плана по предотвращению вторжения, на самом деле привел к ним наблюдателей в попытках заслужить их доверие. Это заставило Уолтера Бишопа заморозить себя, Питера, Астрид Фарнсуорт и Белла в янтаре. В 2036 году Уолтер Бишоп оставил Белла в янтаре, отрезав лишь его руку для получения доступа в бывшее хранилище «Мэссив Дайнэмик».
Исполнитель роли — Леонард Нимой.

### Сэм Вайсс
Сэм Вайсс (эпизодически — 2, 3 сезоны) — владелец боулингового клуба, чьи экспертные знания простираются далеко за ремонт оборудования и дорожек. Нина Шарп рекомендует его Оливии Данэм в качестве нестандартного психотерапевта, чтобы справиться со стрессом после травмы, полученной в результате перехода в параллельную вселенную. Сама Шарп познакомилась с ним по рекомендации Уильяма Белла, её он научил обращаться с протезом руки. Сэм Вайсс помог Оливии снова ходить без опоры на палку, справиться с начинающейся депрессией после гибели Чарли Фрэнсиса. Оливия снова пришла к Сэму, когда узнала, что Питер на самом деле из параллельной вселенной.
Впоследствии выясняется, что Сэм Вайсс — семейное имя, передающееся по долгой линии предков. Все Сэмы Вайссы до этого собирали информацию о Первых людях, создавших «Вакуум» — устройство судного дня. Они были авторами книг о Первых людях на разных языках. Когда Нина Шарп пытается заставить Сэма раскрыть правду о Первых людях, он уходит из поля зрения всех систем и проводит исследования плотности вселенных. Несколькими днями позже он находит Оливию и рассказывает ей о том, как были обнаружены манускрипты, на основе которых были написаны книги о Первых людях, и что эти знания передавались из поколения в поколение в его семье. Сэм — хранитель информации о Первых людях, но он не имеет права вмешиваться в процесс, если только машина судного дня не будет работать неправильно. Вместе с Оливией они находят последнюю часть манускрипта, которая раскрывает, как можно отключить «устройство». Последний раз Сэм Вайсс появляется смотрящим на Остров Свободы в ожидании отключения «Вакуума».
В измененной временной линии в 2036 году Оливия и Питер находят тело Сэма Вайсса в лесу, где он погиб много лет назад, пытаясь защитить радио-вышку, передающую сигнал о местоположении мальчика-наблюдателя, от захватчиков.
Исполнитель роли — Кевин Корриган.

## Комментарии
1. ↑  Несмотря на своё происхождение, включён в список персонажей оригинальной вселенной, поскольку большую часть времени живёт и действует именно в ней.
2. ↑  Чарли Фрэнсис появляется в серии «Не от мира сего» 2 сезона после сюжетной смерти в результате включения в сезон одной из серий, изначально снятых для 1 сезона.
3. ↑  Указан как член основного состава с 1 по 13 серии, фактически появляется только в 7 эпизодах.